# 格倫代爾 (密西西比州)
格倫代爾（英語：Glendale）是位於美國密西西比州福雷斯特縣的普查規定居民點。

## 人口
根據2020年美國人口普查的數據，格倫代爾的面積為4.22平方千米，皆為陸地。當地共有人口1681人，而人口密度為每平方千米398.34人。